# الجنس في السجن
يشمل النشاط الجنسي في السجن العلاقات الجنسيّة بين السجناء أو بين السجناء وموظفي السجن أو الأشخاص الآخرين الذين يمكن للسجناء الوصول إليهم. نظرًا لأن السجون غالبًا ما يتم فصلها حسب الجنس، فإن معظم النشاط الجنسي يكون مع شريك من نفس الجنس. كما ويشمل ممارسة الجنس مع الأزواج أو الشركاء أثناء الزيارات الزوجيّة، وممارسة الجنس مع موظف السجن من الجنس الآخر.
تُعد الحياة الجنسية في السجون من القضايا التي عادةً ما يُساء فهمها وتحريفها؛ بسبب الطبيعة المحظورة للموضوع، وكذلك بسبب نقص البحوث التي تسلط الضوء على ذلك. وأكثر أنواع النشاط الجنسي شيوعًا في السجون هو الجنس بالتراضي.
طورت دراسة عام 2011 تصنيفًا لأنواع مختلفة من السلوكيات الجنسية في سجن النساء. وهي تشمل الكبت، حيث يختار النزيل العزوبة (يمتنع عن ممارسة النشاط الجنسي أثناء وجوده في السجن، غالبًا للبقاء مخلصًا لشريك خارج السجن)، أو استخدام الشبق الذاتي (مثل الاستمناء)، أو المثلية الجنسية الحقيقية (ممارسة الجنس بالتراضي بين النزلاء الذين كانوا مثليين بالفعل قبل دخول السجن)، أو المثلية الجنسية الظرفية (ممارسة الجنس بالتراضي بين النزلاء من نفس الجنس لأول مرة في السجن)، والعنف الجنسي (الذي يمكن أن يكون بين نزلاء أو بين موظف ونزيل). يشمل العنف الجنسي الإكراه والتلاعب والإذعان. يتم تنفيذ التلاعب من أجل السلطة أو نوع من المكافأة. كما يحدث الإذعان للحصول على الأمان أو الحماية أو بدافع الخوف.
عمومًا العلاقات بين نزيل وآخر هي علاقات مثلية لأن السجون يتم فصلها بشكل عام حسب الجنس. برغم من ذلك هناك استثناءات قليلة للقاعدة، مثال على ذلك حدث في كندا في سجن القديسة آن ديس بلاينز، حيثُ تمكن كارلا هومولكا (أنثى) وجان بول جيربيت (ذكر) -وهما مدانان بجرائم قتل- من الانخراط في نشاط جنسي من خلال سياج، والذي كان الحاجز الوحيد الذي يفصل بين الرجال والنساء. هذا السجن هو أعلى سجن أمني في كندا حيث يمكن إرسال النزلاء من الجنسين إذا اعتبروا خطرين بشكل خاص.

## العلاقة بين نزيل وآخر

### الإناث
في عام 1913 أجري أول بحث حول النشاط الجنسي في السجن على النساء. وفي عام 1931 وجد الباحث سيلنج أن هناك أنواع مختلفة من العلاقات بين الإناث في السجن (وقسم الأحداث النسائية)، مثل "الصداقة، وتكوين أسرة زائفة، والمثلية الجنسية الزائفة، والمثلية الجنسية الحقيقية". وكان الأكثر شيوعًا تكوين الأسرة الزائفة، وهي عائلات غير واقعية لكن تنشئها النساء في السجن لتوفر لهن الدعم والروابط والعلاقات الاجتماعية تقريبًا مثل الأسرة التقليدية، ويكون الزوجان الرئيسيان فقط في الأسرة لهما علاقات جنسية في العادة. وتقوم النساء بأدوار ذكورية وأنثوية لتقليد الأسرة التقليدية من جنسين مختلفين. وعادة ما يكون المتشبهات بالذكور أكبر سناً ويُنظر إليهم على أنهم موجهون للنزلاء الأصغر سنًا، وتكون الأدوار داخل العائلات الزائفة مرنة ويمكن أن تتغير بمرور الوقت.
في عام 1965 أجرى الباحثان كاسيباوم ووارد بحثًا استبياني في فرونتيرا، ووجدوا أن ما بين (30٪ - 75٪) من الموظفين والسجناء مارسوا علاقات جنسيّة أثناء وجودهم في السجن، وأن 50٪ من الذين مارسوا نشاطًا جنسيًا كان من نفس الجنس. وأن الاتصال الجنسي بين هؤلاء النساء عادةً كان من أجل المتعة والاستمتاع، وفي بعض الأحيان كان للانتقال إلى علاقة جدية. وقد حدثت هذه العلاقات بين النساء اللائي تم إيواؤهن معًا أو بين نساء من أعراق مختلفة؛ أما العلاقات بين نفس العرق ليست نموذجية. وبعد دراسة استقصائية أجريت عام 1976 أجراها بروبر، تضمنت نتائجه أسباب العلاقات الجنسية المثلية في السجون، وكانت "للهو أو لأهداف ماليّة أو الشعور بالوحدة أو الحاجة إلى الرفقة أو المودة الحقيقية". في عام 2014 وصفت صحيفة الديلي تلغراف العلاقات الجنسيّة بالتراضي بين النساء في سجون المملكة المتحدة بأنها "شائعة".

### الذكور
جرى أول البحوث عن سجون الذكور منذ ثلاثينيات القرن العشرين، ومع ذلك تفتقر البحوث عن الممارسات الجنسية بالتراضي، لأن أغلب البحوث تسلط الضوء على الممارسات الجنسيّة بالاكراه. يعتبر الاعتداء الجنسي أكثر شيوعًا بين النزلاء الذكور. حيثُ يقوم الرجال بالاعتداء الجنسيّ على الآخرين لإثبات الهيمنة والسلطة والحفاظ على رجولتهم. الرجال الأضعف جسديًا سيقدمون الجنس بالتراضي في مقابل الحماية أو الأمن أو السلع أو الدعم.
ينظر الرجال المغايريين لأنفسهم بعد ممارستهم المثلية على أنها حالة خاصة، ولا يعتبرون أنفسهم مزدوجي الجنس. غالبًا ما يصف هؤلاء الرجال كيف يتخيلون وجودهم مع امرأة أثناء مشاركتهم في نشاط جنسي مع نزيل ذكر. أثناء ممارسة العادة السرية، يتصورون التجارب الجنسية السابقة مع النساء. ويشاركون في نشاط مثلي الجنس بسبب عدم وجود نساء لتفريغ طاقتهم الجنسيّة. يُطلق على الشريك الجنسي المهيمن في السجن "الأب" بينما يُطلق على الشريك الخاضع اسم "الولد" أو "الفتاة". الشريك المهيمن يأخذ شريكه الدور الأنثوي لكي يشعر بمزيد من الذكورة والقوة.
وجد بحث جوناثان شوارتز في الفيلم الوثائقي (Turned Out: Sexual Assault Behind Bars) أن "نزلاء السجون الذكور حيث يكون الحق في الإيلاج (الشرجي والشفوي) (أو ربما امتلاك"زوجة") هو الرمز المطلق للهيمنة - إنه جزء من الاقتصاد الرمزي لبيئة ذكورية مفرطة الذكورة".

### سجون مختلطة الجنس
في حين أن معظم السجون تأوي جنس واحد فقط، إلا أن هناك بعض المرافق التي تأوي الرجال والنساء معًا. داخل هذه المؤسسات هناك حالات يمارس فيها السجناء الجنس مع سجناء من الجنس الآخر. بالإضافة إلى ذلك، كانت هناك حالات تم فيها احتجاز الأزواج في نفس الموقع. ومع ذلك، فإن مثل هذه اللقاءات الجنسية ليست شائعة جدًا وقد يكون من الصعب على النزلاء الترتيب مع بعضهم البعض نتيجة لفصل الرجال والنساء عن بعضهم البعض، كما أن السجناء يخضعون للمراقبة عن كثب من قبل ضباط السجن.
يكتسب هذا النوع من التفاعل بين النزلاء مزيدًا من الاهتمام، نظرًا للفوائد التي يبدو أنها توفرها لهم. على سبيل المثال، يتأثر النزلاء في هذه العلاقات من مستوى أقل من الوحدة الرومانسية، ومستوى أعلى من الرضا الجنسي، فضلاً عن زيادة جودة الحياة مقارنة بالسجناء مع الزوج أو الشريك من خارج السجن أو النزلاء بدون شريك على الإطلاق. يشير هذا إلى أن النزلاء في نفس السجن سيستفيدون من تطوير العلاقات مع النزلاء الآخرين. في الحالات النادرة التي يُسمح فيها للسجناء بالاتصال بالأفراد المسجونين من الجنس الآخر، وتظهر العلاقات الحميمة أنها مفيدة لحالة النزلاء الشخصية والنفسية.